# Orlando di Lasso
Orlando di Lasso (Mons, oko 1532. – München, 14. lipnja 1594.), nizozemski skladatelj.
Pravo ime – Orlandus de Lassus.
Glazbeno obrazovanje stekao je kao zborski dječak u Monsu te na putovanjima, u pratnji Ferdinanda Gonzage, po Francuskoj i Italiji. Bio je glazbeni ravnatelj Kapele sv. Ivana Lateranskog u Rimu, a 1566. godine pjevač, skladatelj i glazbeni ravnatelj bavarske dvorske kapele u Münchenu, koja pod njegovim vodstvom dolazi do najvišeg procvata. 
U to vrijeme poznat je i cijenjen diljem Europe (nazivaju ga "božanski Orlando"), a djela mu se tiskaju u Veneciji, Antwerpenu, Rimu, Parizu, Milanu, Münchenu i dr. Među važnijim izdanjima su zbirke: "Patrocinium musices", "Psalmi Davidis poenitentitales" i "Magnum opus musicum". Ostavio je opus s više od 1000 djela. Vladajući nadmoćno svim načelima oblikovanja i kompozicijskim tehnikama tadašnje europske glazbe, dao je, poglavito u motetitma, sintezu raznorodnih renesansnih tekovima. Unoseći u svoju glazbu osobnu notu, dramatske akcente i afektivnu ekspresivnost, nagovijestio je novu, baroknu epohu.

## Vanjske poveznice
|  | Zajednički poslužitelj ima stranicu o temi Orlando di Lasso     |
|  | Zajednički poslužitelj ima još gradiva o temi Orlande de Lassus |